# Зубенко, Илья Артёмович
Илья Артёмович Зубенко (род. 29 мая 2006, Сальск, Ростовская область) — российский футболист, полузащитник Ростова-2, выступает на правах аренды за «Волгу».

## Биография
Является воспитанником «Ростова». 1 марта 2024 года в домашнем матче «Ростова» против «Крыльев Советов» (2:0) дебютировал в РПЛ, выйдя на замену на 90-й минуте.
Играл за молодёжные сборные России.
16 июля 2025 года перешёл в ульяновскую «Волгу» на правах аренды.